# 今別府香里
今別府 香里（いまべっぷ かおり、1986年9月7日 - ）は、日本の女子バドミントン選手。ヨネックス所属。奈良県出身。身長157cm。右利き。大和高田市立菅原小学校、大和高田市立片塩中高校、青森山田高等学校卒業。バドミントン日本代表ナショナルチームに選出されている。

## 経歴
- 小学2年のときにバドミントンを始める。中学2年生時の2000年、全日本ジュニア新人の部で優勝。高校時代は2年生時の2003年インターハイシングルスで優勝。2004年、3年時にシングルス連覇[1]、団体との2冠を達成。9月には全日本ジュニアで優勝。

- 高校卒業後の2005年、三洋電機（2011年4月よりパナソニック）に入社。全日本総合バドミントン選手権大会では2007年大会で初優勝。2012年大会の決勝で三谷美菜津を降して5年ぶり2度目の優勝。

- 2013年3月末を以ってパナソニックバドミントン部が休部となったため、姉の今別府靖代が所属するヨネックスに移籍。

## 主な成績
国内大会
| 年   | 大会                     | 種目 | 成績   | Name |
| ---- | ------------------------ | ---- | ------ | ---- |
| 2006 | 日本ランキングサーキット | WS   | 3      |      |
| 2006 | 全日本社会人選手権       | WS   | 3      |      |
| 2007 | 全日本社会人選手権       | WS   | 優勝   |      |
| 2007 | 全日本総合選手権         | WS   | 優勝   |      |
| 2008 | 日本ランキングサーキット | WS   | 3      |      |
| 2008 | 全日本社会人選手権       | WS   | 3      |      |
| 2009 | 日本ランキングサーキット | WS   | 優勝   |      |
| 2010 | 日本ランキングサーキット | WS   | 優勝   |      |
| 2010 | 全日本総合選手権         | WS   | 準優勝 |      |
| 2012 | 全日本総合選手権         | WS   | 優勝   |      |

国際大会
| 年   | 大会                                     | 種目 | 成績    | Name |
| ---- | ---------------------------------------- | ---- | ------- | ---- |
| 2005 | オランダジュニア                         | WS   | 3位     |      |
| 2006 | ワイカト国際                             | WS   | 優勝    |      |
| 2007 | カナダ国際                               | WS   | 3位     |      |
| 2008 | クロアチア国際                           | WS   | 優勝    |      |
| 2008 | ポルトガル国際                           | WS   | 優勝    |      |
| 2008 | アジア選手権                             | WS   | ベスト8 |      |
| 2009 | オーストリアインターナショナルチャレンジ | WS   | 優勝    |      |
| 2010 | スウェーデン国際                         | WS   | 優勝    |      |
| 2010 | 大阪インターナショナルチャレンジ         | WS   | 準優勝  |      |
| 2011 | スウェーデン国際                         | WS   | 優勝    |      |
| 2012 | USオープン                               | WS   | 準優勝  |      |
| 2013 | 大阪インターナショナルチャレンジ         | WS   | 優勝    |      |
| 2013 | USオープン                               | WS   | ベスト4 |      |